# 236845 Houxianglin
236845 Houxianglin este o planetă minoră (asteroid) din centura de asteroizi. A fost descoperită pe 11 septembrie 2007 la Xuyi County⁠(d) de Observatorul de pe Muntele Purpuriu⁠(d) și a fost numită după Hou Xianglin⁠(d). 
Obiectul prezintă o orbită caracterizată de o semiaxă mare de 2,6645149494385 UAi, o excentricitate de 0,19879652791043, o înclinație de 10,418596851239 ° în raport cu ecliptica.